# Calletaera basipuncta
Calletaera basipuncta är en fjärilsart som beskrevs av Alfred Ernest Wileman 1916. Calletaera basipuncta ingår i släktet Calletaera och familjen mätare. Inga underarter finns listade i Catalogue of Life.